# آنا هان
آنا هان (بالإنجليزية: Anna Hahn)‏ هي لاعب شطرنج أمريكية، ولدت في 21 يونيو 1976 في ريغا في لاتفيا.

## وصلات خارجية
- آنا هان على موقع الاتحاد الدولي للشطرنج (الإنجليزية)
- آنا هان على موقع مباريات الشطرنج (الإنجليزية)
- آنا هان على موقع 365Chess.com (الإنجليزية)
- آنا هان على موقع Chesstempo.com (الإنجليزية)
- آنا هان على موقع الاتحاد الأمريكي للشطرنج (الإنجليزية)
- آنا هان سجل أولمبياد الشطرنج للسيدات على موقع OlimpBase.org (الإنجليزية)